# Syndipnus arcticus
Syndipnus arcticus là một loài tò vò trong họ Ichneumonidae.